# Melanophthalma rostrata
Melanophthalma rostrata es una especie de coleóptero de la familia Latridiidae.

## Distribución geográfica
Habita en Brasil.